# Steve Mounié
Steve Mounié (Parakou, 29 settembre 1994) è un calciatore beninese, attaccante dell'Augusta e della nazionale beninense.

## Carriera

### Club
Il 2 giugno 2014 firma il primo contratto professionistico con il Montpellier. Debutta il 28 ottobre nel terzo turno di Coupe de la Ligue contro l'Ajaccio in quella che sarà la sua unica presenza stagionale.
Il 31 agosto 2015 è ceduto in prestito al Nîmes. Fa il suo esordio in Ligue 2 l'11 settembre 2015 contro l'Ajaccio. Il 25 settembre realizza il suo primo gol nella vittoriosa trasferta di Metz. Il 15 gennaio 2016 mette a segno una tripletta contro il Clermont Foot. Chiude la stagione al Nîmes con all'attivo 11 reti.
Rientrato a Montpellier, diventa titolare della squadra allenata da Frédéric Hantz. Il 21 agosto successivo, contro il Saint-Étienne trova il suo primo gol con la maglia del Montpellier. Il 4 febbraio 2017 sigla una doppietta decisiva nel successo casalingo sul Bastia. Nella sua prima stagione da titolare in Ligue 1 sigla 14 reti, senza calci di rigore.
Il 5 luglio seguente viene acquistato a titolo definitivo dall'Huddersfield Town, con cui firma un quadriennale..
Esordisce con i terriers alla prima giornata di Premier League nella gara vinta per 0-3 contro il Crystal Palace nella quale realizza una doppietta.
Nel corso della stagione realizzerà 7 reti in 28 presenze risultando il miglior marcatore dei terriers e garantendo loro la salvezza.
Durante la stagione successiva, anche a causa del crollo verticale della sua squadra, non riuscirà a ripetersi realizzando solo 2 reti in 31 partite, non riuscendo stavolta ad evitare la retrocessione.
L'anno successivo sembra che il giocatore debba lasciare l'Inghilterra salvo poi cambiare idea per mancanza di offerte valide. Parte diverse volte dalla panchina, salvo poi iniziare a giocare con regolarità e riuscendo a trovare la via del goal per 8 volte.
Il 5 luglio 2024 viene ufficializzato il suo passaggio a titolo definitivo all'Augusta.

### Nazionale
Il 13 ottobre 2015 gioca la sua prima partita con la maglia del Benin contro il Burkina Faso nella gara di ritorno del secondo turno delle qualificazioni al Mondiale 2018. Il 23 marzo 2016 sigla il suo primo gol internazionale nella sfida interna vinta per 4-1 contro il Sudan del Sud nelle qualificazioni alla Coppa d'Africa 2017. Il 18 giugno 2019 realizza la sua prima tripletta con la maglia degli Scoiattoli, decidendo la partita amichevole vinta per 3-1 contro la Mauritania.

## Statistiche

### Presenze e reti nei club
Statistiche aggiornate al 10 aprile 2023
| Stagione                 | Squadra                  | Campionato               | Campionato | Campionato | Coppe nazionali | Coppe nazionali | Coppe nazionali | Coppe continentali | Coppe continentali | Coppe continentali | Altre coppe | Altre coppe | Altre coppe | Totale | Totale |
| Stagione                 | Squadra                  | Comp                     | Pres       | Reti       | Comp            | Pres            | Reti            | Comp               | Pres               | Reti               | Comp        | Pres        | Reti        | Pres   | Reti   |
| ------------------------ | ------------------------ | ------------------------ | ---------- | ---------- | --------------- | --------------- | --------------- | ------------------ | ------------------ | ------------------ | ----------- | ----------- | ----------- | ------ | ------ |
| 2013-2014                | Montpellier              | L1                       | 0          | 0          | CF+CdL          | 0+0             | 0               | -                  | -                  | -                  | -           | -           | -           | 0      | 0      |
| 2014-2015                | Montpellier              | L1                       | 0          | 0          | CF+CdL          | 0+1             | 0               | -                  | -                  | -                  | -           | -           | -           | 1      | 0      |
| ago. 2015                | Montpellier              | L1                       | 2          | 0          | CF+CdL          | 0+0             | 0               | -                  | -                  | -                  | -           | -           | -           | 2      | 0      |
| set. 2015-2016           | Nîmes                    | L2                       | 32         | 11         | CF+CdL          | 1+0             | 0               | -                  | -                  | -                  | -           | -           | -           | 33     | 11     |
| 2016-2017                | Montpellier              | L1                       | 35         | 14         | CF+CdL          | 1+2             | 0+1             | -                  | -                  | -                  | -           | -           | -           | 38     | 15     |
| Totale Montpellier       | Totale Montpellier       | Totale Montpellier       | 37         | 14         |                 | 4               | 1               |                    | -                  | -                  |             | -           | -           | 41     | 15     |
| 2017-2018                | Huddersfield Town        | PL                       | 28         | 7          | FACup+CdL       | 3+0             | 2+0             | -                  | -                  | -                  | -           | -           | -           | 31     | 9      |
| 2018-2019                | Huddersfield Town        | PL                       | 31         | 2          | FACup+CdL       | 1+0             | 0               | -                  | -                  | -                  | -           | -           | -           | 32     | 2      |
| 2019-2020                | Huddersfield Town        | FLC                      | 30         | 8          | FACup+CdL       | 1+1             | 0+0             | -                  | -                  | -                  | -           | -           | -           | 32     | 8      |
| Totale Huddersfield Town | Totale Huddersfield Town | Totale Huddersfield Town | 89         | 17         |                 | 6               | 2               |                    | -                  | -                  |             | -           | -           | 95     | 19     |
| 2020-2021                | Brest                    | L1                       | 35         | 9          | CF              | 2               | 1               | -                  | -                  | -                  | -           | -           | -           | 37     | 10     |
| 2021-2022                | Brest                    | L1                       | 35         | 9          | CF              | 3               | 1               | -                  | -                  | -                  | -           | -           | -           | 38     | 10     |
| 2022-2023                | Brest                    | L1                       | 23         | 6          | CF              | 2               | 0               | -                  | -                  | -                  | -           | -           | -           | 25     | 6      |
| 2023-2024                | Brest                    | L1                       | 32         | 6          | CF              | 3               | 1               | -                  | -                  | -                  | -           | -           | -           | 35     | 7      |
| Totale Brest             | Totale Brest             | Totale Brest             | 125        | 30         |                 | 10              | 3               |                    | -                  | -                  |             | -           | -           | 135    | 33     |
| Totale carriera          | Totale carriera          | Totale carriera          | 283        | 72         |                 | 21              | 6               |                    | -                  | -                  |             | -           | -           | 304    | 78     |

### Cronologia presenze e reti in nazionale
| Cronologia completa delle presenze e delle reti in nazionale ― Benin | Cronologia completa delle presenze e delle reti in nazionale ― Benin | Cronologia completa delle presenze e delle reti in nazionale ― Benin | Cronologia completa delle presenze e delle reti in nazionale ― Benin | Cronologia completa delle presenze e delle reti in nazionale ― Benin | Cronologia completa delle presenze e delle reti in nazionale ― Benin | Cronologia completa delle presenze e delle reti in nazionale ― Benin | Cronologia completa delle presenze e delle reti in nazionale ― Benin |
| Data                                                                 | Città                                                                | In casa                                                              | Risultato                                                            | Ospiti                                                               | Competizione                                                         | Reti                                                                 | Note                                                                 |
| -------------------------------------------------------------------- | -------------------------------------------------------------------- | -------------------------------------------------------------------- | -------------------------------------------------------------------- | -------------------------------------------------------------------- | -------------------------------------------------------------------- | -------------------------------------------------------------------- | -------------------------------------------------------------------- |
| 13-10-2015                                                           | Brazzaville                                                          | Rep. del Congo                                                       | 2 – 1                                                                | Benin                                                                | Amichevole                                                           | -                                                                    | 60’                                                                  |
| 17-11-2015                                                           | Ouagadougou                                                          | Burkina Faso                                                         | 2 – 0                                                                | Benin                                                                | Qual. Mondiali 2018                                                  | -                                                                    | 73’                                                                  |
| 23-3-2016                                                            | Juba                                                                 | Sudan del Sud                                                        | 1 – 2                                                                | Benin                                                                | Qual. Coppa d'Africa 2017                                            | 1                                                                    | 46’                                                                  |
| 27-3-2016                                                            | Cotonou                                                              | Benin                                                                | 4 – 1                                                                | Sudan del Sud                                                        | Qual. Coppa d'Africa 2017                                            | -                                                                    | 88’                                                                  |
| 4-9-2016                                                             | Bamako                                                               | Mali                                                                 | 5 – 2                                                                | Benin                                                                | Qual. Coppa d'Africa 2017                                            | -                                                                    | 55’                                                                  |
| 24-3-2017                                                            | Nouakchott                                                           | Mauritania                                                           | 1 – 0                                                                | Benin                                                                | Amichevole                                                           | -                                                                    | 72’                                                                  |
| 11-6-2017                                                            | Cotonou                                                              | Benin                                                                | 1 – 0                                                                | Gambia                                                               | Qual. Coppa d'Africa 2019                                            | -                                                                    |                                                                      |
| 8-11-2017                                                            | Brazzaville                                                          | Rep. del Congo                                                       | 1 – 1                                                                | Benin                                                                | Amichevole                                                           | -                                                                    | 88’                                                                  |
| 12-11-2017                                                           | Cotonou                                                              | Benin                                                                | 1 – 1                                                                | Tanzania                                                             | Amichevole                                                           | -                                                                    | 56’                                                                  |
| 9-9-2018                                                             | Lomé                                                                 | Togo                                                                 | 0 – 0                                                                | Benin                                                                | Qual. Coppa d'Africa 2019                                            | -                                                                    |                                                                      |
| 12-10-2018                                                           | Blida                                                                | Algeria                                                              | 2 – 0                                                                | Benin                                                                | Qual. Coppa d'Africa 2019                                            | -                                                                    | 36’                                                                  |
| 16-10-2018                                                           | Cotonou                                                              | Benin                                                                | 1 – 0                                                                | Algeria                                                              | Qual. Coppa d'Africa 2019                                            | -                                                                    |                                                                      |
| 17-11-2018                                                           | Bakau                                                                | Gambia                                                               | 3 – 1                                                                | Benin                                                                | Qual. Coppa d'Africa 2019                                            | 1                                                                    |                                                                      |
| 24-3-2019                                                            | Cotonou                                                              | Benin                                                                | 2 – 1                                                                | Togo                                                                 | Qual. Coppa d'Africa 2019                                            | 1                                                                    |                                                                      |
| 11-6-2019                                                            | Marrakech                                                            | Benin                                                                | 1 – 0                                                                | Guinea                                                               | Amichevole                                                           | -                                                                    |                                                                      |
| 18-6-2019                                                            | Marrakech                                                            | Benin                                                                | 3 – 1                                                                | Mauritania                                                           | Amichevole                                                           | 3                                                                    |                                                                      |
| 25-6-2019                                                            | Ismailia                                                             | Ghana                                                                | 2 – 2                                                                | Benin                                                                | Coppa d'Africa 2019 - 1º turno                                       | -                                                                    | 90’                                                                  |
| 29-6-2019                                                            | Ismailia                                                             | Benin                                                                | 0 – 0                                                                | Guinea-Bissau                                                        | Coppa d'Africa 2019 - 1º turno                                       | -                                                                    |                                                                      |
| 2-7-2019                                                             | Ismailia                                                             | Benin                                                                | 0 – 0                                                                | Camerun                                                              | Coppa d'Africa 2019 - 1º turno                                       | -                                                                    | 45’                                                                  |
| 10-7-2019                                                            | Cairo                                                                | Senegal                                                              | 1 – 0                                                                | Benin                                                                | Coppa d'Africa 2019 - Quarto di finale                               | -                                                                    | 90+3’                                                                |
| 6-9-2019                                                             | Caen                                                                 | Costa d'Avorio                                                       | 1 – 2                                                                | Benin                                                                | Amichevole                                                           | -                                                                    |                                                                      |
| 9-9-2019                                                             | Blida                                                                | Algeria                                                              | 1 – 0                                                                | Benin                                                                | Amichevole                                                           | -                                                                    | 46’                                                                  |
| 13-10-2019                                                           | Porto-Novo                                                           | Benin                                                                | 2 – 2                                                                | Zambia                                                               | Amichevole                                                           | 1                                                                    | 84’                                                                  |
| 13-11-2019                                                           | Uyo                                                                  | Nigeria                                                              | 2 – 1                                                                | Benin                                                                | Qual. Coppa d'Africa 2021                                            | -                                                                    |                                                                      |
| 17-11-2019                                                           | Porto-Novo                                                           | Benin                                                                | 1 – 0                                                                | Sierra Leone                                                         | Qual. Coppa d'Africa 2021                                            | -                                                                    | 63’                                                                  |
| 11-10-2020                                                           | Lisbona                                                              | Gabon                                                                | 0 – 2                                                                | Benin                                                                | Amichevole                                                           | 1                                                                    |                                                                      |
| 14-11-2020                                                           | Porto-Novo                                                           | Benin                                                                | 1 – 0                                                                | Lesotho                                                              | Qual. Coppa d'Africa 2021                                            | -                                                                    |                                                                      |
| 17-11-2020                                                           | Maseru                                                               | Lesotho                                                              | 0 – 0                                                                | Benin                                                                | Qual. Coppa d'Africa 2021                                            | -                                                                    |                                                                      |
| 27-3-2021                                                            | Cotonou                                                              | Benin                                                                | 0 – 1                                                                | Nigeria                                                              | Qual. Coppa d'Africa 2021                                            | -                                                                    |                                                                      |
| 8-6-2021                                                             | Cotonou                                                              | Benin                                                                | 2 – 2                                                                | Zambia                                                               | Amichevole                                                           | -                                                                    |                                                                      |
| 15-6-2021                                                            | Conakry                                                              | Sierra Leone                                                         | 2 – 1                                                                | Benin                                                                | Qual. Coppa d'Africa 2021                                            | -                                                                    |                                                                      |
| 2-9-2021                                                             | Antananarivo                                                         | Madagascar                                                           | 0 – 1                                                                | Benin                                                                | Qual. Mondiali 2022                                                  | 1                                                                    |                                                                      |
| 6-9-2021                                                             | Cotonou                                                              | Benin                                                                | 1 – 1                                                                | RD del Congo                                                         | Qual. Mondiali 2022                                                  | -                                                                    |                                                                      |
| 7-10-2021                                                            | Dar es Salaam                                                        | Tanzania                                                             | 0 – 1                                                                | Benin                                                                | Qual. Mondiali 2022                                                  | 1                                                                    |                                                                      |
| 10-10-2021                                                           | Cotonou                                                              | Benin                                                                | 0 – 1                                                                | Tanzania                                                             | Qual. Mondiali 2022                                                  | -                                                                    |                                                                      |
| 11-11-2021                                                           | Cotonou                                                              | Benin                                                                | 2 – 0                                                                | Madagascar                                                           | Qual. Mondiali 2022                                                  | 1                                                                    | 85’                                                                  |
| 14-11-2021                                                           | Kinshasa                                                             | RD del Congo                                                         | 2 – 0                                                                | Benin                                                                | Qual. Mondiali 2022                                                  | -                                                                    |                                                                      |
| 24-3-2022                                                            | Aksu                                                                 | Liberia                                                              | 0 – 4                                                                | Benin                                                                | Amichevole                                                           | 1                                                                    |                                                                      |
| 27-3-2022                                                            | Aksu                                                                 | Zambia                                                               | 1 – 2                                                                | Benin                                                                | Amichevole                                                           | -                                                                    | 64’                                                                  |
| 29-3-2022                                                            | Aksu                                                                 | Togo                                                                 | 1 – 1                                                                | Benin                                                                | Amichevole                                                           | 1                                                                    |                                                                      |
| 4-6-2022                                                             | Diamniadio                                                           | Senegal                                                              | 3 – 1                                                                | Benin                                                                | Qual. Coppa d'Africa 2023                                            | -                                                                    | 74’                                                                  |
| 8-6-2022                                                             | Cotonou                                                              | Benin                                                                | 0 – 1                                                                | Mozambico                                                            | Qual. Coppa d'Africa 2023                                            | -                                                                    |                                                                      |
| 22-3-2023                                                            | Cotonou                                                              | Benin                                                                | 1 – 1                                                                | Ruanda                                                               | Qual. Coppa d'Africa 2023                                            | 1                                                                    | 71’ 88’                                                              |
| 29-3-2023                                                            | Kigali                                                               | Ruanda                                                               | 1 – 1                                                                | Benin                                                                | Qual. Coppa d'Africa 2023                                            | -                                                                    | 73’                                                                  |
| 17-6-2023                                                            | Cotonou                                                              | Benin                                                                | 1 – 1                                                                | Senegal                                                              | Qual. Coppa d'Africa 2023                                            | -                                                                    | 71’                                                                  |
| 9-9-2023                                                             | Maputi                                                               | Mozambico                                                            | 3 – 2                                                                | Benin                                                                | Qual. Coppa d'Africa 2023                                            | 1                                                                    | Cap.                                                                 |
| 14-10-2023                                                           | Khouribga                                                            | Sierra Leone                                                         | 1 – 1                                                                | Benin                                                                | Amichevole                                                           | -                                                                    | Cap. 10’                                                             |
| 17-10-2023                                                           | Casablanca                                                           | Benin                                                                | 1 – 2                                                                | Madagascar                                                           | Amichevole                                                           | -                                                                    | ??’                                                                  |
| 18-11-2023                                                           | Durban                                                               | Sudafrica                                                            | 2 – 1                                                                | Benin                                                                | Qual. Mondiali 2026                                                  | 1                                                                    | Cap.                                                                 |
| 21-11-2023                                                           | Durban                                                               | Lesotho                                                              | 0 – 0                                                                | Benin                                                                | Qual. Mondiali 2026                                                  | -                                                                    | Cap.                                                                 |
| 23-3-2024                                                            | Amiens                                                               | Costa d'Avorio                                                       | 2 – 2                                                                | Benin                                                                | Amichevole                                                           | -                                                                    | Cap.                                                                 |
| 26-3-2024                                                            | Amiens                                                               | Senegal                                                              | 1 – 0                                                                | Benin                                                                | Amichevole                                                           | -                                                                    | cap. 78’                                                             |
| 6-6-2024                                                             | Abidjan                                                              | Benin                                                                | 1 – 0                                                                | Ruanda                                                               | Qual. Mondiali 2026                                                  | -                                                                    | Cap.                                                                 |
| 10-6-2024                                                            | Abidjan                                                              | Benin                                                                | 2 – 1                                                                | Nigeria                                                              | Qual. Mondiali 2026                                                  | 1                                                                    | Cap.                                                                 |
| 7-9-2024                                                             | Uyo                                                                  | Nigeria                                                              | 3 – 0                                                                | Benin                                                                | Qual. Coppa d'Africa 2025                                            | -                                                                    | Cap.                                                                 |
| 10-9-2024                                                            | Abidjan                                                              | Benin                                                                | 2 – 1                                                                | Libia                                                                | Qual. Coppa d'Africa 2025                                            | 1                                                                    | Cap. 54’                                                             |
| 11-10-2024                                                           | Abidjan                                                              | Benin                                                                | 3 – 0                                                                | Ruanda                                                               | Qual. Coppa d'Africa 2025                                            | 1                                                                    | Cap.                                                                 |
| 15-10-2024                                                           | Kigali                                                               | Ruanda                                                               | 2 – 1                                                                | Benin                                                                | Qual. Coppa d'Africa 2025                                            | -                                                                    | Cap.                                                                 |
| 14-11-2024                                                           | Abidjan                                                              | Benin                                                                | 1 – 1                                                                | Nigeria                                                              | Qual. Coppa d'Africa 2025                                            | -                                                                    | Cap.                                                                 |
| 18-11-2024                                                           | Tripoli                                                              | Libia                                                                | 0 – 0                                                                | Benin                                                                | Qual. Coppa d'Africa 2025                                            | -                                                                    | Cap. 72’                                                             |
| 20-3-2025                                                            | Harare                                                               | Zimbabwe                                                             | 2 – 2                                                                | Benin                                                                | Qual. Mondiali 2026                                                  | 1                                                                    | Cap.                                                                 |
| 25-3-2025                                                            | Abidjan                                                              | Benin                                                                | 0 – 2                                                                | Sudafrica                                                            | Qual. Mondiali 2026                                                  | -                                                                    | cap. 86’                                                             |
| 9-6-2025                                                             | Fès                                                                  | Marocco                                                              | 1 – 0                                                                | Benin                                                                | Amichevole                                                           | -                                                                    | cap.                                                                 |
| Totale                                                               |                                                                      | Presenze (5º posto)                                                  | 63                                                                   |                                                                      | Reti (3º posto)                                                      | 20                                                                   |                                                                      |